# Formateur indépendant
Pour les articles homonymes, voir Formateur.
 (mai 2008).
 (septembre 2013).
Si vous disposez d'ouvrages ou d'articles de référence ou si vous connaissez des sites web de qualité traitant du thème abordé ici, merci de compléter l'article en donnant les références utiles à sa vérifiabilité et en les liant à la section « Notes et références ».
Un formateur indépendant travaille à son propre compte et dispose d'un statut légal (contrairement au formateur vacataire). Il peut être amené à effectuer des missions en sous-traitance pour un centre de formation et effectue également ses propres prestations. Il peut ainsi se créer sa propre clientèle et, bien entendu, facturer ses prestations à un tarif plus élevé qu'en sous-traitance.

## En France
En France, un travailleur indépendant peut opter pour un des statuts suivants :
- profession libérale ;
- micro-entreprise ;
- travail en EURL ;
- travail en SARL ;
- portage salarial ;
- auto-entrepreneur ;
- SASU (Société anonyme simplifiée unipersonnelle).

Il est d'obligation en France d'obtenir un numéro de déclaration d'activité formateur auprès de la Direction régionale du travail, de l'emploi et de la formation (DRTEFP). Lors d'une mission sous-traitée, c'est le centre de formation qui mentionne son propre numéro de déclaration d'activité pour la prestation.
Il suffit pour cela de demander un dossier à sa préfecture puis d'effectuer une première prestation (en précisant que le numéro est en cours d'obtention) auprès d'un client direct. La facture de cette première prestation est à renvoyer avec le dossier. Le numéro est délivré deux ou trois semaines plus tard et il faut alors refaire une facture au client en y ajoutant ce numéro tout neuf.
Bon nombre de formateurs indépendants se découragent devant cette démarche et se privent ainsi de la possibilité de travailler en direct avec les entreprises.
Il existe des réseaux qui aident les formateurs à se trouver des clients et à assoir leur notoriété auprès des entreprises.
En France, plus de 44 000 organismes de formation occupent le marché mais n'emploient que 8 000 salariés formateurs.
Autant dire que le marché est particulièrement éclaté et concurrentiel.